# Székelyföld gyógyvizei

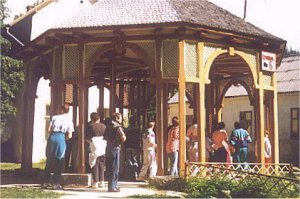
Borvízforrás Borszéken

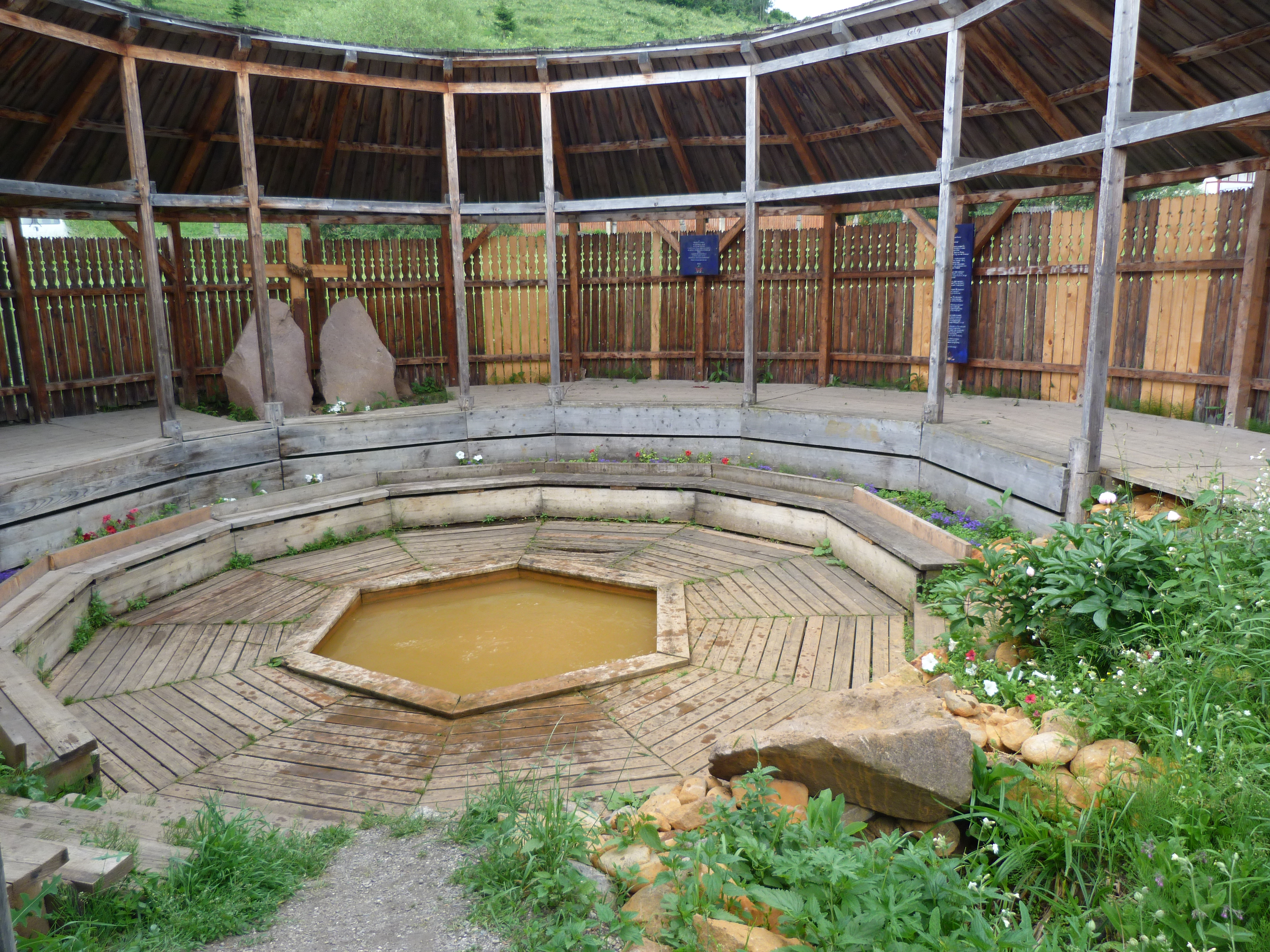
Barátok feredője Csíksomlyón

A Székelyföld gyógyvizeinek azokat a székelyföldi ásványvizeket, borvizeket  nevezzük, amelyek fizikai tulajdonságai, vagy kémiai összetétele miatt gyógyító hatásúak, és számukra rendelet alapján az ásványvíz, vagy gyógyvíz megnevezést engedélyezték.
Székelyföld világszerte ismert gyógyvizeiről, amelyek turisztikai szerepe  jelentős.

## A székelyföldi vizek csoportosítása

### Hideg gyógyvizek és termálvizek
A gyógyvizeket hőmérsékletük alapján, 31 °C  alatt hideg, az ezt meghaladókat meleg víznek (hévíznek vagy termálvíznek) nevezzük. A mélyfúrású kutak vizét csak akkor nevezzük termál- vagy hévíznek, ha hőmérséklete meghaladja a 31 °C-ot.

## Törvény az ásványvizekről és gyógyvizekről
A székelyföldi ásvány- és borvizek a romániai 2004. évi 1154-es kormányhatározatban foglalt szabályozás szerint minősíthetőek és nevezhetőek gyógyvizeknek.

## Székelyföld gyógyvizei
Székelyföld természeti adottságainak jellegzetessége az ásvány- és borvizekben való gazdagsága. Az ásvány- és gyógyvizek nagy része oldott ásványi anyagokat is tartalmaz, így gyógyhatású, azaz fürdő- és ivókúrára alkalmas.

### A gyógyvizek fajtái
A gyógyvizeket kémiai elemzés alapján az alábbi csoportokba osztják:
Egyszerű szénsavas vizek
Ezeket nevezik borvíznek, 1 liter vízben 0,6 grammnál több hidrogén-karbonát található. Általában ásványvízként kerülnek forgalomba, de nagyon sok esetben gyógycélra is felhasználják.
- Ilyen források találhatóak a következő helyeken: Tusnád (Csíkszék), Borszék (Gyergyószék), Kovászna (Orbaiszék), Csíkszereda (Csíkszék) stb.

Földes, meszes vizek
Főbb alkotórészei a kalcium-, magnézium-, és hidrogén-karbonát-ionok. Szintén a reumatikus betegségek gyógyítására, de ha szénsavat is tartalmaznak, szív- és gyomorbetegségek kezelésére is használják.
- Ilyen források: Szejkefürdő (Udvarhelyszék).

Alkalikus vizek
Főképpen a szódabikarbóna ionjait, vagyis nátrium-, és hidrogén-karbonát-ionokat találunk bennük. Leggyakrabban ivókúrára használják, alkalmas a gyomor-, bélhurut, gyomorsavtúltengés, vagy légúti hurut kezelésére. A legismertebb és leghatásosabb a málnásfürdői Mária-forrás gyógyvize, melynek vizét 1911-ben orvosi javaslatra a légcsőhurutos bántalmakban szenvedő Ferenc József császár is fogyasztotta.
- Ilyen források: Kirulyfürdő (Udvarhelyszék), Málnásfürdő (Sepsiszék) stb.

Kloridos vagy konyhasós vizek
Nátrium- és kloridionokat tartalmaznak. Alkalmazzák a reuma, a női szervek betegségeiben, de ivókúrában a nyálkahártyák hurutos megbetegedésekor is kedvezően hat.
- Ilyen források: Korond (Udvarhelyszék), Kovászna (Orbaiszék),[3] stb.

Keserűvizek
Jellegzetes keserű ízüket a szulfátion adja, de a glaubersós vizek ezen felül még nátriumiont, a keserűsós vizek magnéziumiont is tartalmaznak. Hígítva a gyomor-, bél-, máj-, epebetegek ivókúrájára használják, hashajtóhatásuk közismert.
- Ilyen források: Málnásfürdő (Sepsiszék),[4] stb.

Vasas vizek
Egy literben 0,03 grammnál több kétszer szénsavas vasat tartalmaznak, többnyire sok szabad szénsav, kétszer szénsavas nátrium és kalcium, néha konyhasó, néha kénsavas nátrium mellett. Eszerint beszélhetünk tisztán vasas vizekről, alkális, alkális-konyhasós, földes és glaubersós vasas vizekről. A vasas fürdőkből a vas a bőrön át szívódik fel a szervezetbe, de a vashiány okozta vérszegénység esetén inkább ivókúrát alkalmazva várható el jó eredmény.
- Ilyen források: Homoródfürdő (Udvarhelyszék), Tusnádfürdő (Csíkszék) stb.

Kénes vizek
A ként kén-hidrogén, karbonil-szulfid (COS), ritkán nátrium-szulfid, kalcium-szulfid alakjában tartalmazzák. Ezek fürdő formájában is alkalmasak arra, hogy a szervezet kénhiányát pótolják, a kénes fürdő erélyes hatású, leginkább a reumás betegségek, egyes bőrbetegségek kezelésében van nagy jelentősége.
- Ilyen források: Szejkefürdő (Udvarhelyszék)[5] stb.

Jódos–brómos vizek
Általában ezek egyidejűleg konyhasósak is, ezért alkalmasak a reuma, női szervek betegségei, és egyes bőrbetegségek kezelésére is. Ivókúrában a jód erélyesen hat a pajzsmirigyre, ezért az orvos kanalas mennyiségben rendeli.
- Ilyen források: Kászonfeltíz (Csíkszék), Kászonjakabfalva (Csíkszék)[6] stb.

Radioaktív vizek
Rádiumiont, radon-gázt tartalmaznak, többféle módon, fürdő, belégzés és ivókúra formájában is hatásosan alkalmazzák. Közismerten fájdalomcsillapító hatása van, befolyásolják a belső elválasztású mirigyek működését, befolyásolják az anyagcserét. (Régen a néphit fiatalító hatást is tulajdonított az ilyen vizeknek.)
Egyszerű hévizek (akratotermák)
Ezek kevés oldott szilárd anyagot tartalmaznak, de gyógyító hatásuk közismert, különösen a reumás betegségek esetén.

## Gyógyvizek Erdélyben
- Herkulesfürdő
- Félixfürdő